# Берлінський путч
Берлінський путч — одна зі спроб повалення Гітлера здійснена у вересні 1938 році.
В Третьому Рейху вищий генералітет, традиційно привілейована та впливова група Німеччини, вельми скептично ставилися до Гітлера та його націонал-соціалізму. В свою чергу Гітлер ніколи повністю не довіряв більшості своїх генералів. Військові 5 разів робили спроби усунути Гітлера — Потсдамский путч у січні 1933, Берлінський путч у вересні 1938, Цоссенский путч у листопаді 1939, Сталінградський путч в січні 1943, Липнева змова 1944. Але щоразу Гітлеру або завдяки розкриттю змови, або завдяки випадковості, вдавалося вижити. 
До 1938 опозиція Гітлеру перетворилася в цілий рух опору, до якого окрім генералів та офіцерів входили високопоставлені цивільні невдоволенні нацистським режимом. Серед учасників путчу були генерал-полковники Людвіг Бек і Курт фон Хаммерштейн. Окрім цього, до них приєдналися високопоставлені цивільні чини — Ялмар Шахт, Карл Фрідріх Герделер, Йоганнес Попіц, а також співробітники Абвера — адмірал Вільгельм Канаріс і полковник Ханс Остер. Молодіжна група включала Дитріха Бонхеффера, Фабіана фон Шлабрендорфа, Ханса фон Донаньї та Отто Йона. Інші члени «Крейсау групи» приєдналися пізніше. Улітку 1938 генерал Бек покинув свій пост начальника Генштабу й взяв участь у змові проти Гітлера. Планом передбачалося скористатися моментом, коли фюрер віддасть наказ на операцію «Грюн» – вторгнення в Чехословакию. Планувалося захопити Гітлера живим, судити Народним трибуналом, а потім, визнавши душевнохворим, відправити в божевільню. Змовники намагалися заручатися підтримкою Лондона. Однак прем’єр-міністр Невилль Чемберлен тричі літав у Німеччину на переговори з Гітлером, що зруйнувало плани змовників. Нерішуче керівництво змови, нездатність організуватися й бездіяльність у найвідповідальніший момент позбавили її шансів на успіх.